# Debauchery

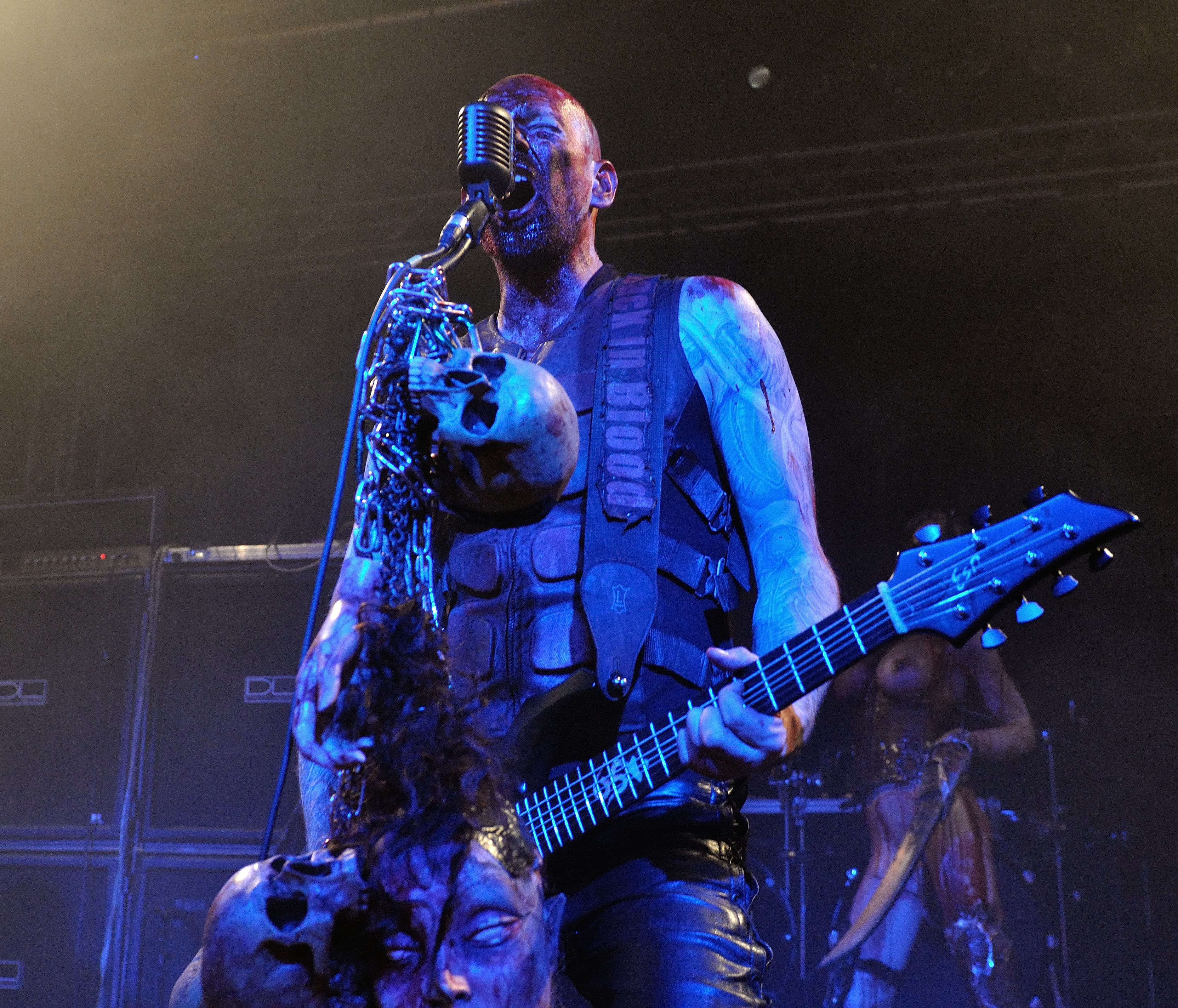
Thomas Gurrath, 2015

Debauchery é uma banda de death metal de Stuttgart, Alemanha.

## História
Fundada em 2000 como Maggotcunt, antes da mudança de nome em 2002, Debauchery foi inicialmente formada pelo atual vocalista, guitarrista e baixista Thomas Gurrath e ex-baterista Dani. Gurrath era formado em filosofia, e era professor em uma escola de Stuttgart, até sua entrada no Debauchery em maio de 2010.
O tema da banda consiste, basicamente em guerra, morte, sangue e massacres, constantemente envolvendo o ficcional Deus da Guerra.

## Nome
Debauchery significa deboche ou devassidão, já que muitas de suas músicas, clipes e álbuns têm conteúdo sexual. Note também que "debauch" significa orgia ou seduzir.

## Discografia
- Kill Maim Burn, 2003
- Rage of the Bloodbeast, 2004
- Torture Pit, 2005
- Kill Maim Burn Re-Release, 2006
- Back in Blood, 2007
- Continue to Kill, 2008
- Rockers & War, 2009
- Germany's Next Death Metal, 2011[1]
- Kings Of Carnage, 2013
- Blood Is My Trademark, 2014

## Membros atuais
- Thomas "The Bloodbeast" Gurrath – Vocal e guitarra
- Dennis "The Bloodpriest" Ward - Guitarra base
- Oliver "The Bloodhammer" Zellmann – Bateria

## Ex-membros
- Ronald Squier - Bateria
- Dani - Bateria

## Membros adicionais
- Tomasz - Bateria
- Joshi - Guitarra
- Simon Dorn - Guitarra
- Marc Juttner - Baixo
- Thomas Naumann - Guitarra
- Günther Werno - Teclado